# Miranda (staat)
Miranda is een van de 23 deelstaten van Venezuela. De hoofdstad van de staat is Los Teques. In Miranda wonen 2.675.165 mensen (2011) op een oppervlakte van 7950 km².
Miranda is gelegen in de centrale kustregio van Venezuela. De staat grenst in het noorden aan de Caribische Zee, het Distrito Capital en de staat Vargas. Verder grenst de staat (vanuit het noordoosten met de klok mee) aan de staten Anzoátegui, Guárico en Aragua. De staat is vernoemd naar de Zuid-Amerikaanse revolutionaire strijder Francisco de Miranda.

## Gemeenten
Miranda bestaat uit 21 gemeenten:
| Nr. | Gemeente        | Inwoners  | Hoofdplaats              | Inwoners |
| --- | --------------- | --------- | ------------------------ | -------- |
| 1   | Acevedo         | 98.145    | Caucagua                 | 87.371   |
| 2   | Andrés Bello    | 27.951    | San José de Barlovento   | 23.127   |
| 3   | Baruta          | 521.627   | Baruta                   | 355.055  |
| 4   | Brión           | 62.940    | Higuerote                | 62.940   |
| 5   | Buroz           | 29.217    | Mamporal                 | 25.515   |
| 6   | Carrizal        | 85.416    | Carrizal                 | 85.416   |
| 7   | Chacao          | 159.015   | Chacao                   | -        |
| 8   | Cristóbal Rojas | 157.409   | Charallave               | 157.409  |
| 9   | El Hatillo      | 107.877   | El Hatillo               | 107.877  |
| 10  | Guaicaipuro     | 312.502   | Los Teques               | 251.872  |
| 11  | Independencia   | 179.745   | Santa Teresa del Tuy     | 172.247  |
| 12  | Lander          | 174.947   | Ocumare del Tuy          | 174.947  |
| 13  | Los Salias      | 104.846   | San Antonio de los Altos | 104.846  |
| 14  | Páez            | 43.845    | Río Chico                | 41.944   |
| 15  | Paz Castillo    | 129.696   | Santa Lucía              | 112.357  |
| 16  | Pedro Gual      | 25.128    | Cúpira                   | 23.176   |
| 17  | Plaza           | 309.987   | Guarenas                 | 309.987  |
| 18  | Simón Bolívar   | 45.901    | San Francisco de Yare    | 42.597   |
| 19  | Sucre           | 1.287.081 | Petare                   | 720.261  |
| 20  | Urdaneta        | 170.432   | Cúa                      | 170.432  |
| 21  | Zamora          | 244.443   | Guatire                  | 244.443  |

| Detailkaart |
| --- |
| Caraïbische Zee Aragua Anzoátegui Guárico La Guaira D.C. 1 2 3 4 5 6 7 8 9 10 11 12 13 14 15 16 17 18 19 20 21 |
| Gemeenten |